# ستيفن تايلور
ستيفن فنسنت تايلور (بالإنجليزية: Steven Taylor)‏، من مواليد 23 يناير 1986 في غرينيتش في لندن في إنجلترا، لاعب كرة قدم إنجليزي.
بدأ مسيرته الكروية مع نادي نيوكاسل يونايتد في عام 2002، وهو يلعب معهم حتى الآن، وفي موسم 2003/2004 أعير إلى نادي ويكومب واندرز، ولعب معهم 6 مباريات.

## سيرة اللاعب
نيوكاسل يونايتد
في 25 مارس 2004 في كأس الاتحاد الأوروبي الجولة الرابعة من مباراة الإياب ضد ريال مايوركا، لعب في اللقاء كلاعب بديل لاندي اوبراين لأول مرة الأولى مع فريقه وأصبح أصغر لاعب لنيوكاسل يلعب في المنافسة الأوروبية حتى تم كسر رقمه عن طريق اندي كارول في نوفمبر 2006، وبعدها بثلاثة أيام، لعب لأول مرة في الدوري الممتاز ضد بولتون واندررز.
واعتبر موسم 2006-07 موسم الانطلاقة لتايلور. وسجل أول هدف له في كأس الاتحاد الأوروبي ضد سيلتا فيغو في 23 نوفمبر 2006.
ثم سجل أول هدف له في الدوري في الفوز 3-1 ضد بلاكبيرن روفرز يوم 9 ديسمبر عام 2006، وبدأ اللعب بشكل أكثر انتظاما، وبدأ 12 مباراة لنيوكاسل في الدفاع.
تحت سام الارديس، كان تايلور خارج الأحد عشر لاعبا وكانت هناك مخاوف من انه سيترك بعد أن رفض تمديد العقد وعلى الرغم من ذلك، في نوفمبر 2007، كان أفضل لاعب في الشمال الشرقي لإنجازاته .
مع قدوم كيفن كيغان خلفا لارديس، حيث استرد مكانه في التشكلية الأساسية ووقع العقد في نهاية الموسم.
تحت قيادة المدرب الجديد آلان بارديو، كان تايلور جزءا منتظما للفريق، وقام بشراكه مميزة مع كولوتشيني. في نهاية يناير، وقع عقد محسن يربطه مع نيوكاسل حتى عام 2016.
المسيرة الدولية
تم إستداعاء تايلور إلى فريق الأول يوم 17 أغسطس 2007 لودية ضد ألمانيا على الرغم من انه لم يلعب في المباراة.
في 19 مارس 2013 تم استدعاء تايلور مرة أخرى إلى الفريق الوطني لكرة القدم الأول لمباراة في تصفيات كأس العالم ضد سان مارينو، كبديل لغاري كاهيل المصاب.

## روابط خارجية
- ستيفن تايلور على موقع الاتحاد الأوربي (الإنجليزية)
- ستيفن تايلور على موقع الدوري الأمريكي (الإنجليزية)
- ستيفن تايلور على موقع قاعدة بيانات كرة القدم.إي يو (الإنجليزية)
- ستيفن تايلور على موقع Soccerbase.com (لاعب) (الإنجليزية)
- ستيفن تايلور على موقع Soccerway.com (الإنجليزية)
- ستيفن تايلور على موقع عالم كرة القدم.نت (الإنجليزية)
- ستيفن تايلور على موقع AS.com (الإسبانية)